# Валебрука-Ирја (Месина)
Валебрука-Ирја је насеље у Италији у округу Месина, региону Сицилија.
Према процени из 2011. у насељу је живело 395 становника. Насеље се налази на надморској висини од 440 м.